# Brigade de chars indépendante (armée impériale japonaise)
Une brigade de chars indépendante (en japonais : 独立戦車旅団, Dokuritsu sensha ryodan) est un type d'unité de l'Armée impériale japonaise. Neuf brigades sont mises sur pied en 1944 et 1945, les 1re et 9e brigades participant en août 1945 à la guerre soviéto-japonaise en Mandchourie. 

## Historique

### Formation
Créées en 1942, les trois divisions de chars japonaises sont organisées en deux brigades de chars (1re et 2e brigades de chars à la 1re division, 3e et 4e brigades à la 2e division et enfin 5e et 6e brigades à la 3e division). Début 1944, cette structure est simplifiée et les divisions de chars comptent ensuite une unique brigade.
Fin 1944, un nouveau type d'unité apparaît au sein de l'armée japonaise du Guandong. Formée le 11 octobre 1944, la 1re brigade indépendante de chars regroupent les 34e et 35e régiments de chars, une unité d'infanterie (théoriquement 560 militaires), une unité d'artillerie (528 militaires), une unité du génie (349 militaires) et une unité de maintenance (289). En incluant l'effectif du quartier général de la brigade, l'effectif total est de 3 090 officiers, sous-officiers et soldats. Les deux régiments de chars comptent chacun une compagnie de 14 chars légers Type 95 Ha-Go et trois compagnies de 12 chars moyens Type 97 Chi-Ha.
Dans l'archipel japonais, l'Armée impériale décide de créer six nouvelles brigades (2e à 7e brigades de chars) le 6 avril 1945, suivies le 28 par la 8e brigade de chars. Ces brigades ne comptent en général pas d'artillerie ou d'infanterie mais simplement un bataillon de trois compagnies de canons antiaériens de 20 mm type 98 (au total douze canons), remplacé cependant à la 4e brigade par un bataillon d'infanterie (théoriquement 551 militaires) tandis que la 8e brigade compte à la place un gros bataillon d'infanterie (théoriquement 960 militaires) et un bataillon d'artillerie.
Les régiments suivants sont affectés à chaque brigade :
- 2e brigade : 2e et 41e régiments de chars
- 3e brigade : 33e et 36e
- 4e brigade : 19e et 42e
- 5e brigade : 18e et 43e
- 6e brigade : 37e et 40e
- 7e brigade : 38e et 39e
- 8e brigade : 23e et 24e

Les 2e, 18e et 19e, préexistants, voient leur structure renforcée, les 23e et 24e sont des régiments rapatriés du Mandchoukouo où ils formaient l'ossature d'une brigade d'entraînement. Les autres régiments sont de nouvelle formation.
Enfin, le 10 juillet 1945, la 9e brigade de chars est mise sur pied, avec une organisation réduite à un état-major de 66 hommes et deux régiments de chars, les 51e et 52e, rassemblant les chars épars de l'armée du Guandoung. Formée à Ssupingchieh (Siping), la brigade est rattachée à la 44e armée à partir du 30 juillet.
Chaque brigade est affectée à une armée régionale : la 3e armée régionale (Mandchoukouo) a les 1re et 9e brigades, la 12e armée régionale (région du Kantō) a les 2e, 3e et 7e brigades, la 13e armée régionale (Nagoya) a la 8e brigade, la 16e armée régionale (Kyūshū) a les 4e, 5e et 6e brigades.

### Combats
Face à l'offensive soviétique de Mandchourie, la 1re brigade participe à la défense de Mukden (aujourd'hui Shenyang) et termine la guerre à Tungling, près de la ville chinoise. Destinée à défendre l'aérodrome de Paichengtzu (Baicheng), la 9e brigade reçoit l'ordre le 10 août de rejoindre Hsinking (Changchun). Gardées en réserve, les 1re et 9e brigades ne sont en fait pas directement impliquées dans des combats contre l'Armée rouge et leurs chars sont capturés après la capitulation japonaise.
Les autres brigades, restées au Japon, ne sont pas engagées au combat.